# Ельсберг Яків Юхимович
Я́ків Юхи́мович Е́льсберг (справжнє прізвище Шапірштейн; псевдоніми Шапірштейн-Лерс Я. Є., Лерс Я., Ельсберг Ж.; нар. 1901 — пом. 1976) — радянський літературознавець і критик; доктор філологічних наук. Лауреат Сталінської премії другого ступеня (1950).

## Біографія
Народився 9 (22) травня в Одесі в заможній єврейській родині. У 1918—1919 роках навчався на історико-філологічному факультет Московського університету. Ще 1920 року почав друкуватися, видав книгу про російський футуризм («Суспільний сенс російського літературного футуризму», 1922).
Бурхливо розпочата літературно-критична діяльність у роки НЕПу, припинилася, оскільки Шапірштейн-Лерс потрапив до в'язниці, де й написав видану 1924 року книжку «У внутрішній в'язниці ГПУ. (Спостереження заарештованого)». Деякий час був секретарем Л. Б. Каменєва, який тоді очолював Інститут світової літератури (ІСЛІ). Виступав із програмними критичними статтями про радянську літературу в рапповському журналі «На літературному посту». Збірки критичних статей «Криза попутників і настрої інтелігенції» (1930) і «Риси літератури останніх років» (1961). З 1953 року — науковий співробітник ІСЛІ, у 1956—1964 роках керівник Відділу теорії. Член СП СРСР (виключений на один рік 1962 року).
Автор книг «О. І. Герцен. Минуле і думи» (1930), «Стиль Щедріна» (1940), «О. І. Герцен. Життя і творчість» (1948), «Салтиков-Щедрін. Життя і творчість» (1953), «Стиль Горького і стильові шукання радянської прози» (1968). Низка робіт присвячена проблемам теорії та методології (про сатиру, стиль, реалізм, соціалістичний реалізм), боротьбі з буржуазним літературознавством. Книги «Про безперечне і спірне. Новаторство соціалістичного реалізму і класична спадщина» (1959), «Сучасна буржуазна літературна теорія» (1972). Доктор філологічних наук.
27 лютого 1962 року під час розбору персональної справи Ельсберга на закритому засіданні президії правління Московського відділення Спілки письменників РРФСР (вів цю президію Степан Щипачов) більшість членів президії виступили за виключення Ельсберга зі Спілки письменників, лише Аркадій Васильєв наполегливо пропонував не поспішати з висновками й знову всі матеріали відправити в прокуратуру. Однак Ельсберг подав апеляцію, і 10 червня 1963 року секретаріат правління СП РРФСР це рішення скасував.
Наприкінці 1950-х — початку 1960-х був наставником і покровителем молодих співробітників ІСЛІ П. В. Палієвського, В. В. Кожинова та С. Г. Бочарова. За спогадами Вадима Ковського, «Ельсберг любив дружити з молоддю і нерідко цілком безкорисливо допомагав їй», проте «помер він на повній самоті, на його похороні не було жодного родича, і жодна жива душа, наскільки мені відомо, не зазіхнула ні на його спадок, ні на крихітну квартирку на Кутузовському проспекті. Інститут повівся в цій історії більш ніж дивно, тому що ніхто з начальства в ІСЛІ й пальцем не поворухнув, щоб цінна бібліотека Ельсберга залишилася у власності Академії наук і поповнила інститутську колекцію».

## Оцінки
Існують різко негативні оцінки діяльності Я. Ю. Ельсберга. Вважається, що він є автором безлічі доносів на своїх колег (наприклад, І. Е. Бабеля, С. О. Макашина, Є. Л. Штейнберга, Л. Ю. Пінського, Л. З. Лунгіну та ін.). Репутація Ельсберга була настільки одіозною, що статтю в КЛЕ про нього (ще прижиттєву. — Т. 8. — Стлб. 883, 1975 р.) опубліковано з підписом «Г. П. Уткін», з натяком на установу, з якою він співпрацював.

Ось що писав з приводу особистості Ельсберга академік М. Л. Гаспаров:
Яків Юхимович, Жорж Ельсберг, огрядний тулуб, гладка голова й очі, як кулі. У нього припечатана слава донощика і згубника. Ті, хто вижив, поверталися і навіть намагалися шуміти, але він так само величаво керував сектором теорії.

## Нагороди та премії
- Сталінська премія другого ступеня (1950) — за книгу «О. І. Герцен. Життя та творчість» (1948)